# 정은우 (1998년)
정은우(본명: 정은우, 鄭銀雨, 1998년 7월 1일 ~ )는 과거 프리스틴과 프리스틴 V, 희나피아의 전 멤버였다.

## 학력
- 서울홍제초등학교 (졸업)
- 정원여자중학교 (졸업)
- 서울공연예술고등학교 실용음악과 (졸업)

## 생애
은우는 1998년 7월 1일 경기도 부천시에서 출생하였고 경기도 시흥시에서 잠시 유아기를 보낸 적이 있으며 그 후 서울에서 성장했다. 2012년 《슈퍼스타K 4》에 더 파이브라는 그룹의 일원으로 참가하였으며, 팀원 중 홀로 계속 합격하여 TOP10을 뽑는 라이벌 미션까지 진출하였으나 탈락하였다. 2013년, 《보이스 키즈》에 참가하여, Top9까지 진출하였다. 2016년에는 《PRODUCE 101》에 플레디스 엔터테인먼트 소속의 연습생으로 참가하였으며, 최종 11명을 가리는 마지막회까지 진출하였지만 21위로 탈락하였다.

## 음악 작품

### 싱글
- "병" (2016, 버논) - 은우 피처링

## 출연작

### 텔레비전 프로그램
- 2012년 tvN 《슈퍼스타K 4》 - 참가자
- 2013년 Mnet 《보이스 키즈》 - 참가자
- 2016년 Mnet 《PRODUCE 101》 - 참가자
- 2022년 채널S 《나대지마 심장아》 - 참가자

### 뮤직 비디오
| 연도 | 가수         | 노래            |
| ---- | ------------ | --------------- |
| 2014 | 오렌지캬라멜 | "나처럼 해봐요" |
| 2015 | 세븐틴       | "만세"          |